# Ралф Банч
Ралф Џонсон Банч (Детроит, 7. август 1904 — Њујорк, 9. децембар 1971) био је амерички политиколог, дипломата и водећи актер у процесу деколонизације средином 20. века и покрета за грађанска права САД, који је добио 1950 Нобелова награда за мир за посредовање у Израелу касних 1940-их. Међу црним нобеловцима, он је први Афроамериканац и прва особа афричког порекла којој је додељена Нобелова награда. Био је укључен у формирање и рану администрацију Уједињених нација, и играо је главну улогу како у процесу деколонизације, тако и у бројним мировним операцијама УН .
Банч је био у америчкој делегацији на Конференцији у Дамбартон Оуксу 1944. и Конференцији Уједињених нација о међународној организацији 1945. која је израдила нацрт повеље УН. Затим је служио у америчкој делегацији на првој седници Генералне скупштине Уједињених нација 1946. и придружио се УН као шеф Одељења за старатељство, започевши дугу серију улога и одговорности у решавању проблема у вези са деколонизацијом. 1948. Банч је постао вршилац дужности посредника за Блиски исток, преговарајући о примирју између Египта и Израела. За овај успех добио је Нобелову награду за мир 1950. године.
Он је наставио да служи у УН, радећи на кризама на Синају (1956), Конгу (1960), Јемену (1963), Кипру (1964) и Бахреину 1970, директно извештавајући генералног секретара УН. Председавао је студијским групама које се баве водним ресурсима на Блиском истоку. Године 1957. унапређен је у под-генералног секретара за специјалне политичке послове, са главном одговорношћу за мировне улоге. 1965. Банч је надгледао прекид ватре након рата између Индије и Пакистана. Пензионисао се из УН у јуну 1971, умро 6 месеци касније.
Године 1963. одликован је Председничком медаљом слободе од стране председника Џона Ф. Кенедија. У Уједињеним нацијама, Банч је стекао такву славу да га је часопис Ебони прогласио за можда најутицајнијег Афроамериканца прве половине 20. века и „[у] скоро деценију, био је најславнији Афроамериканац свог времена и [у] САД] и иностранству“.

## Младост и образовање
Банч је рођен у Детроиту 1904. године и крштен у Другој баптистичкој цркви у родном граду. Када је био дете, његова породица се преселила у Толедо, Охајо, где је његов отац тражио посао. Вратили су се у Детроит 1909. након што му се родила сестра Грејс, уз помоћ њихове тетке по мајци Етел Џонсон. Њихов отац није поново живео са породицом након Охаја и није био „добар снабдевач“. Али он их је пратио када су се преселили у Нови Мексико.
Због погоршања здравља његове мајке и стрица, породица се преселила у Албукерки, Нови Мексико, 1915. Његова мајка, „жена склона музици која је много допринела ономе што је њен син назвао „домаћинство препуно идеја и мишљења““, умрла је 1917. од туберкулозе, Након тога, Ралф је одгајао Бунча са својом баком по мајци, Луси Тејлор Џонсон, којој је приписивао заслуге да му је усадила понос на своју расу и веру у себе.
Године 1918, Луси Тејлор Џонсон се преселила са двоје унучади Бунче у јужно централно насеље Лос Анђелеса.>
Банч је био бриљантан ученик, дебатер, спортиста и поздравни говорник своје матуралне класе у средњој школи Џеферсон. Похађао је политичке науке на Универзитету Калифорније у Лос Анђелесу и дипломирао је са похвалама и Phi Beta Kappa 1927. године, као поздравни говорник своје класе. Користећи новац који је његова заједница прикупила за своје студије и дипломску стипендију на Универзитету Харвард, стекао је докторат политичких наука.

## Смрт
Банч је поднео оставку на функцију у УН због лошег здравља, али то није саопштено, пошто се генерални секретар У Тант надао да ће се ускоро моћи вратити. Његово здравље се није побољшало, а Банч је умро 9. децембра 1971. од компликација срчаних болести, болести бубрега и дијабетеса. Имао је 67 година. Сахрањен је на гробљу Воодлавн у Бронксу у Њујорку.

## Филмографија
- Ralph Bunche: An American Odyssey (2001)[9]
- Ralph Bunche: The Odyssey Continues... (2003)

## Изабрана библиографија
- Bunche, Ralph (1936). A World View of Race. Bronze Booklet Series. Washington, D.C.: Associates in Negro Folk Education. ASIN B004D6VKAQ. „Reprint, Port Washington: Kennikat Press, 1968; excerpt in Ralph Bunche: Selected Speeches and Writings, edited by Charles P. Henry”
- Bunche, Ralph (1973).  Grantham, Dewey W., ур. The Political Status of the Negro in the Age of FDR. Chicago: University of Chicago Press. ISBN 978-0-226-08029-1. „Edited with an Introduction by Dewey W. Grantham. A version of a Ralph Bunche 1941 research memorandum prepared for the Carnegie-Myrdal study, The Negro in America'”
- Bunche, Ralph (2005).  Holloway, Jonathan Scott, ур. A Brief and Tentative Analysis of Negro Leadership. New York: New York University Press. ISBN 978-0-8147-3684-5. „edited with an Introduction by Jonathan Scott Holloway, A version of The Negro in America'”
- Edgar, Robert R., ур. (1992). An African American in South Africa: The Travel Notes of Ralph J. Bunche, September 28, 1937 – January 1, 1938. Athens: Ohio University Press. ISBN 978-0-8214-1394-4.
- Henry, Charles P., ур. (1995). Ralph J. Bunche: Selected Speeches and Writings. Ann Arbor: University of Michigan Press. ISBN 978-0-472-10589-2.